# تيموثي أودونيل
تيموثي أودونيل (بالإنجليزية: Timothy O'Donnell)‏ هو تريثلت أمريكي، ولد في 1 أكتوبر 1980 في أورلاندو في الولايات المتحدة.

## وصلات خارجية
- الموقع الرسمي
- تيموثي أودونيل على موقع اتحاد الترياتلون الدولي (الإنجليزية)
- تيموثي أودونيل على موقع IAT Triathlon Database (الإنجليزية)